# Lesotho na Letnich Igrzyskach Paraolimpijskich 2008
Lesotho na Letnich Igrzyskach Paraolimpijskich 2008 w Pekinie reprezentowała jedna zawodniczka. Był to trzeci występ reprezentacji Lesotho na igrzyskach paraolimpijskich.

## Wyniki

### Lekkoatletyka
Kobiety
- Thato Mohasoa – bieg na 100 m T12, 4. miejsce w biegu eliminacyjnym (13,95 s)[2].